# Gynoplistia (Gynoplistia) waitakerensis
Gynoplistia (Gynoplistia) waitakerensis is een tweevleugelige uit de familie steltmuggen (Limoniidae). De soort komt voor in het Australaziatisch gebied.